# 黑石北湖
35°33′N 82°45′E / 35.550°N 82.750°E
黑石北湖（藏語：ཧེ་ཧྲི་བའེ་མཚོ，威利转写：he hri ba'e mtsho，THL：Hehribaé Tso）位于中国西藏自治区西部阿里地区改则县境内，地处改则县西北部，昆仑山南麓，湖面海拔5048米，面积93平方公里，为一内陆咸水湖。湖区气候寒冷干燥，年均气温-4～-2℃，年均降水量约75毫米。

## 交通

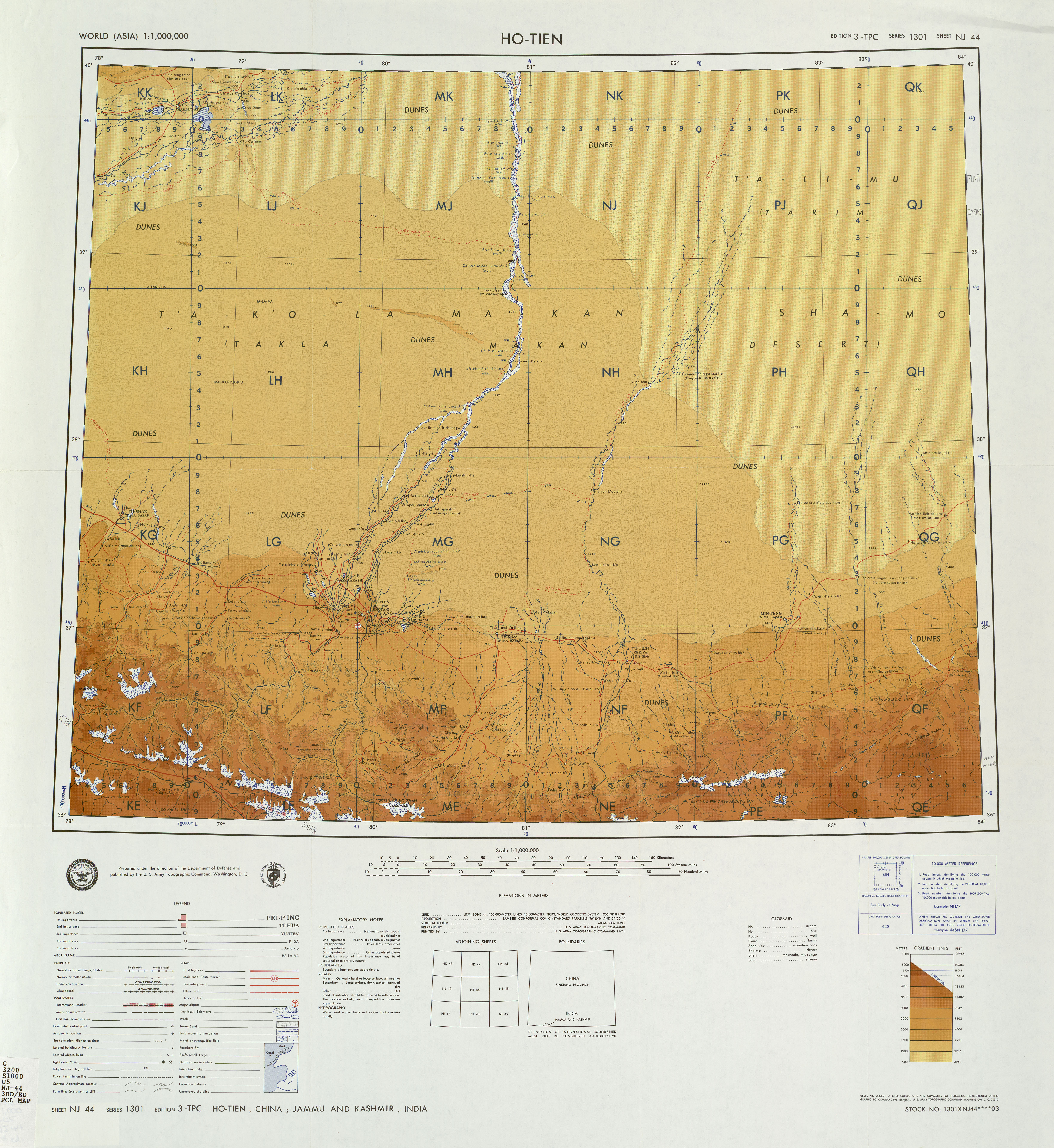
和田地区地图，牙通古孜河（Yaherh tung Ho, Ya t'u ku ssu Ho）位于图中右下方。牙通古孜河上游段称吐兰胡加河，吐兰胡加河的西源为色日克吐孜达里亚河。

216国道新疆民丰—西藏改则段，就是沿色日克吐孜达里亚河(牙通古孜河上游)到羌塘高原的黑石北湖。